# ケスラーシンドローム
ケスラーシンドローム（Kessler Syndrome）は、スペースデブリの危険性を端的に説明するシミュレーションモデル。提唱者の一人であるアメリカ航空宇宙局（NASA）のドナルド・J・ケスラー にちなんでこう呼ばれるようになった。

## 概要
スペースデブリが互いに、あるいは人工衛星などに衝突すると、それにより新たなデブリが生じる。
デブリの空間密度がある臨界値を超えると、衝突によって生成されたデブリが連鎖的に次の衝突を起こすことで、デブリが自己増殖するような状態が存在するかもしれない。
ケスラーシンドロームはこの状態の生起を許す、スペースデブリの挙動を定式化したモデルのうちの幾つかが示すシミュレーション結果の一つ。

## 術語
デブリ同士の衝突によって加速度的にデブリが増えるという現象はケスラーによって1970年代から提唱されていたが、ケスラー自身はこの現象を "collisional cascading"もしくは "runaway"と表現している。また、他の研究者も "a self sustained chain reaction"、"runaway growth"などと呼び、ケスラーシンドロームという言葉は使っていない。ケスラーシンドロームという言葉が使われた比較的古い非技術文書には、1997年の八坂哲雄の『宇宙のゴミ問題』があり、技術文書では2001年の第3回欧州デブリ会議の会議紀要で五家建夫らが使用した例がある。

2007年にはいると、一般向けニュース記事でも紹介するものが現れるようになり、デブリの危険性を主張し始めた。

## モデル

### 簡単なモデル
軌道物体が空間に一様に分布していると仮定した場合、軌道物体が大気抵抗によって大気圏に落下突入して消滅する頻度は、軌道物体の空間密度に比例する。一方、軌道物体が衝突する確率は、軌道物体の空間密度の 2 乗に比例する。そのため、衝突によって新たなデブリが生成するならば、軌道物体の密度がある一定の臨界密度を超えると、デブリの生成速度は消滅速度を上回る。

### 現実的なモデル
現実的にケスラーシンドロームが発生するかどうかを考えるには、以下のようなデブリの生成要因と消滅要因を考慮する必要がある。
生成要因
- 発射（ロケットの高段部分、ペイロードなどを含む）
- 運用（固体ロケットモータの燃焼残渣物など）
- 爆散（ブレークアップ; 爆発および衝突による破砕）
- 剥離（塗料など）
- 漏出（原子炉衛星の冷却液など）

消滅要因
- 大気抵抗およびその他の摂動
- 人為的な除去
- 墓場軌道などへの移動
- 破砕（大きな物体はなくなる）

1991年にケスラーは、生成要因として衝突による爆散、消滅要因として大気抵抗を考慮して臨界密度を計算した。
この結果、約十数年に一度、低軌道（高度約 1400 km 以下）のどこかで人工衛星とデブリが衝突する程度の密度で、デブリの生成速度は消滅速度を上回ることを示した。また、同時に高度 1000 km 近傍と 1500 km 近傍では、新たなデブリの生成速度はすでにデブリの自然な消滅速度を超えているとの計算結果を得た。

### 他のモデルとの対比
小惑星帯の形成
小惑星帯は、木星の近傍で成長しつつあった微惑星が、衝突によって次々に破砕されて形成されたというモデルがある。ケスラーは衝突によるデブリの急速な増加を小惑星帯の形成になぞらえ、このままでは「デブリ帯」ができてしまうと警告した。小惑星帯の形成は数千万年から数億年かかったとされているが、ケスラーシンドロームでは数十年から数百年で急速にデブリの数密度が上昇すると考えられている。

## シミュレーション

### 結果
1980年代後半、国際宇宙ステーションの計画において、スペースデブリが大きな脅威になりうることが明らかになったため、この時期にデブリに関する研究は大きく前進した。この結果、多くのデブリ環境の予測シミュレーションが行われ、多くの研究者が高度1,000km近傍ですでにケスラーシンドロームが始まりつつあるという結果を得た（年表参照）。高度 1,000 km で始まる理由は、観測に適した太陽同期軌道の高度に対応しており、もともと人工衛星の密度が高く、また軌道寿命も数百年と長いためである。

### パラメータ依存性
初期デブリ分布
初期デブリ分布は、短期間のシミュレーションでは、プログラムの違いよりも影響が大きい重要なパラメータであり、常に改良が行われ続けている。たとえば、1998年のイタリア学術会議のモデルでは、過去に発生した 140 の爆散、16 の原子炉衛星からの冷却用金属液体の漏洩、ロケットの残骸と、宇宙における活動によって発生したデブリを含んでいる。また、それぞれのデブリは発生した時期からシミュレーションが行い、最終的にカタログに登録されているデブリと統合して、6千5百万のデブリを生成している。
初期デブリ分布が決まると、デブリの流量が決まり、デブリの衝突頻度が決定される。1999年の国連の報告書では、軌道物体同士の衝突頻度の計算例として以下のような数字を示している。値の範囲はプログラムによる違いを示しており、小さなデブリほど不確実性が大きい。
| 軌道高度 | 0.1 – 1.0 cm | 1.0 – 10 cm      | > 10 cm    |
| -------- | ------------ | ---------------- | ---------- |
| 500 km   | 10 – 100 年  | 3,500 – 7,000 年 | 150,000 年 |
| 1,000 km | 3 – 30 年    | 700 – 1,400 年   | 20,000 年  |
| 1,500 km | 7 – 70 年    | 1,000 – 2,000 年 | 30,000 年  |

軌道寿命
軌道寿命とは、軌道物体が大気圏に落下突入して消滅するまでに要する時間である。軌道物体の高度が下がる主な要因は大気抵抗であるが、大気は太陽の活動によって約 11 年周期で膨張収縮するため、初期状態における太陽の状況によって軌道寿命は変動する。10 cm 四方の 300 g のデブリを考えた場合、典型的な軌道寿命は高度 600 km では数年程度、高度 800 km で数十年程度、高度 1,000 km で数百年程度になる。将来の大気密度を予測することは極めて困難であるが、デブリ環境のシミュレーションに及ぼす影響は小さい。
平均衝突強度
軌道物体同士が衝突した際、標的が粉砕される衝突を破局的衝突（catastrophic collision）と呼ぶ。破局的衝突でなくても、衛星を機能不全に至らせることは可能であるが、新たなデブリを大量に生成するのは破局的衝突の場合である。平均衝突強度とは破局的衝突に必要なエネルギーのことであり、NASA の一連の衝突実験により 1 g あたり 40 J という経験的な値を得ている。
2000年、NASA のP.クリスコは平均衝突強度を 30 J/g から 60 J/g まで変化させて、将来のデブリの予測値がどの程度変化するか調べた。その結果、10 cm 以上のデブリの数は計算誤差の範囲内でしか変化しなかった。
爆散頻度とロケット発射頻度
計算には不確実なパラメータを含むが、長期的なシミュレーションにおいて重要でありながら不確かなのが爆散頻度とロケットの発射頻度である。特に爆散に関しては、2004年までに 173 回以上の軌道物体の爆散があり、ロケットや衛星の残骸と並んで主要なデブリ生成源となっている。意図的でない爆散は技術の進展によって減る可能性もあるが、原因のわかっている爆散のうち約 4 割が故意の爆破であるという事実が状況を複雑にする。通常は、軌道物体が爆散する確率も、ロケットの発射頻度も計算当時の状況が続くとするのが、もっともありうるシナリオとして提示される。
1999年、イタリア学術会議のL.アンセルモと、A.ロッシ、C.パルディーニは、モデルがどれだけパラメータに左右されるか確かめるため、以下のような系の計算を行った。
- これまで通りの爆発とロケット射出が行われる
- 二度と爆発が起きない
- 二度と爆発が起きず、ロケットの本体を軌道に残さず、人工衛星は寿命がきたら全部回収する

を含む 5 つのシナリオを計算した結果、たとえ二度と爆発を起こさなくても、加速度的なデブリの増加は避けられない。新しい軌道物体を全部回収するようにしたときのみ、10 cm 以上のデブリを減らすことができるとなった。
この計算は、不確かなパラメータを妥当な範囲で可能な限り変化させても、既にケスラーシンドロームに突入しているという状況は変わらないということを示した。
軌道離脱
多くの計算では、今後二度と爆発を起こさないとしても、今世紀中にケスラーシンドロームに突入する。そこで、新しく打ち上げられる衛星の寿命がきたら軌道離脱をさせ墓場軌道へ送るなり地球に突入して燃え尽きさせるなりし、新たなデブリが発生しないようにした場合の計算が行われている。
2000年、NASA のP.クリスコは今後のミッションにおいて、適当な期間、たとえば 25 年以上軌道物体を残さないようにすれば、デブリの増加を大きく抑えられるという計算結果を得た。
しかし一方で、2006年、NASA のJ.-C.リウとN.L.ジョンソンは、2004年12月にロケットの発射を一切止め、爆発も二度と起こらないとしても、2055年以降衝突による爆散で発生するデブリの総数が急速に増えてしまうという計算結果を得ている。つまり、2004年末で既に純粋なデブリの衝突のみによるケスラーシンドロームに突入していることになる。
これは、今後のミッションでデブリを発生させないだけでなく、すでに存在するデブリを人為的に除去しなければ、ケスラーシンドロームは避けられないということを示している。

### 静止軌道における議論
低軌道においては、衝突によるデブリの急速な増加が始まりつつあることは、多くの研究者が同意している。一方で静止軌道（高度約 35,800 km）における状況の認識については、観測の困難さも手伝い、意見が分かれている。
1994年、NTT電気通信研究所の八坂哲雄は、ケスラーシンドロームによる急速なデブリの増加により、今後 200 年で静止軌道の 100 個の衛星が爆散するという計算結果を示し、墓場軌道への移動を徹底し、爆発の確率を 1/100 以下にする必要があると主張した。
一方で、1995年のアメリカ国家科学技術会議の報告書では、静止軌道における平均的な軌道物体の密度は低軌道の 1/100 から 1/1000 であり、さらに平均的な相対速度が小さいことから、短期間においては低軌道に比べて衝突の危険性は低いという認識を示している。
また、1997年、ダレン・マックナイトは観測手段の欠如、静止軌道特有の衛星軌道、ならびに低い衝突確率のために、静止軌道におけるデブリの密度を計算することは困難であると述べている。
2002年、九州大学の花田俊也と八坂哲雄は静止軌道におけるデブリ環境のモデルを更新し、墓場軌道へ移動しない場合、今後 100 年間で 40 個の衛星が爆発し、衝突が 1 回程度起こると予測した。

## 実験による検証

### 衝突実験
NASA は1980年代後半から1990年代前半にかけて以下のような衝突実験を行っている。
- 1985年9月、ソルウィンド衛星を高度 500 km において衛星攻撃兵器の実験によって破壊し、初めて宇宙空間における超音速の物体の衝突を観測した[1]。
- 1986年9月、太平洋のクェゼリン環礁の上空 192 km で爆発物を積んだ人工衛星とデルタロケット180の第 2 段を衝突させ、実際にデブリによる衝突でデブリを生成させる初めての実験が行われた[1]。
- 1990年代には、SOCIT[注 1]と呼ばれる地上における衝突実験が行われた[23]。

これらの一連の衝突実験の結果を用いて作成された NASA の EVOLVE 爆散モデルは21世紀初頭において最も信頼のおけるものとされており、類似のモデルが同じく NASA の LEGENDやイタリア学術会議の SDM/STAT、九州大学のGEODEEM（GEO Orbital Debris Environment Evolution Model）などで採用されている。

### デブリ観測
すべての高度において、あらゆる大きさのデブリを観測することは不可能なので、現状のデブリ環境はシミュレーションを用いて計算される。
そのため、デブリを観測すること自体が、デブリ環境のシミュレーションに対する検証になる。
1995年、エアロスペース・コーポレーションのM.J.メシシュネクが記した報告書の中で、1991年のケスラーの論文に対して批判を行っている。

報告書の中で、ケスラーのモデルの欠点として、以下のものを挙げている。
- デブリが円軌道を回ることを仮定している。実際は楕円軌道
- 速度の分布関数が不自然
- 太陽の周期活動による大気抵抗の変化を考慮していない

以上の考察と、長期暴露装置（LDEF; Long Duration Exposure Facility）によるデブリの衝突頻度を調べた実験結果と比較して、衝突の方向依存性が正しく表されていないと評価している。
一方で長期間の平均的な振る舞いは適当であると評価しており、ケスラーシンドロームの存在は否定していない。
1997年、欧州宇宙機関のR.ジェーンとその共同研究者のA.ナザレンコ、C.イーリンガー、R.ウォルカーは、欧州宇宙機関で開発された MASTER、NASA で開発された ORDEM96、同じく NASA で開発された EVOLVE、イギリス国防研究所で開発された IDES 1996、イタリア学術会議で開発された SDM/STAT、もともとドイツのブラウンシュヴァイク工科大学で開発された CHAIN を拡張した CHAINEE のそれぞれのデブリ計算モデルを用いて、その性能を比較した。
具体的には1997年1月1日まで 1 cm のデブリ数を予測させ、その値とヘイスタックのレーダーを用いて 1 cm のデブリの流量を調べ、その値を比較した。
結果的に ORDEM96 がもっとも良い成績を残したが、これはプログラムの違いよりも初期値の違いによるものが大きかった。

## 現状
21世紀初頭には毎年何十機もの人工衛星が打ち上げられるため、必然的にデブリの数は増え続けており、カタログに掲載されている軌道物体同士がほぼ毎日のように 1 km 以内をすれ違うまでになっている。

### 衝突事例
2005年までに、NORAD のカタログに掲載されている軌道物体同士の衝突は 3 例報告されている。
- 1991年12月、ロシアの人工衛星「コスモス1934号」と姉妹衛星の「コスモス926号」に由来するデブリが高度 980 km で衝突した。この衝突に由来するデブリは 2 つしか発見されていないが、多数の微小なデブリが発生したと考えられる。
- 1996年7月、フランスの人工衛星「スリーズ」が、欧州宇宙機関のロケット、アリアン1の第 3 段部分と衝突し、衛星のアームが本体からもぎ取られて新たなデブリになった。
- 2005年1月、アメリカのロケット、トール・バーナー2Aの上段部分と、中国のロケット、長征4号の第 3 段部分が高度 885 km で衝突し、3 つのデブリが新たにカタログに掲載された。

2005年以降
- 2009年2月10日16時55分（UTC）シベリア上空 790 km で、米国の衛星携帯電話用通信衛星「イリジウム33号（Iridium 33）」と、機能停止したロシアの偵察衛星「コスモス2251号」が衝突し、およそ 600 個のデブリが発生したと見られている（2009年人工衛星衝突事故）。

衝突による爆散が全体に占める割合は 2 %弱、衝突によって発生したデブリの個数は全体の 0.1 % にも満たない。

### 対策
たとえケスラーシンドロームが起こらないとしても、大型のデブリが稼動中の衛星に衝突すれば大変な損害を被るため、地上から観測可能な大きさのデブリはカタログに登録され、地球近傍天体と同様に各国のスペースガードなどによって監視が続けられている。
デブリ低減
低軌道におけるケスラーシンドロームが現実的な脅威と認識され始めた1990年代後半から、NASA をはじめとする各機関においてデブリ低減のためのガイドラインが策定された。
たとえば IADC（Inter-Agency Space Debris Coordination Committee; 国際機関間宇宙デブリ調整会議）によって、2002年に策定されたガイドラインでは、運用中のデブリの削減、軌道上での爆散確率の最小化、ミッション終了後の衛星の廃棄、軌道上での衝突の防止を定めている。この中で、ミッション終了後、静止軌道では形状に応じた墓場軌道への移動、低軌道では 25 年以上軌道物体を残さないことを推奨している。
デブリ除去
21世紀初頭のシミュレーションでは、たとえデブリ低減策を徹底させたとしても、デブリの総量は今後減らないことが示唆されているため、能動的にデブリを除去する方法の開発が進められている。これまで、地上からレーザーを照射する方法や、導電性テザーを用いて軌道寿命を短くする方法などが提案されているが、コストと技術の両方の問題を乗り越えて実用化された方法はまだない。

## 年表
- 1976年、NASAのドナルド・ケスラーは、早ければ2000年までに指数関数的なデブリの数の増加が始まると警告した[1]。
- 1978年、NASAのドナルド・ケスラーとブルトン・クルパレは、デブリによる脅威はすぐに宇宙塵による影響を超えること、ならびに軌道物体同士の衝突が将来のデブリの主要生成要因になり、指数的な増加をすることを初めて論文で指摘した[11]。
- 1985年9月13日に、米国が人工衛星破壊実験を実施。F-15戦闘機に搭載された ASM-135 ASATミサイル（対人工衛星ミサイル）により、高度約 555 km にあった老朽化した米国の太陽観測衛星（Solwind P78-1）が破壊され、大量の宇宙ゴミ（デブリ）が宇宙空間に拡散した[31]。この時のデブリが全て落下して燃え尽きるまで17年の歳月を要した[32]。
- 1990年、ドイツのブラウンシュヴァイク工科大学のディートリッヒ・レックスとペーター・アイヒラーは、20 – 30 年後まで線形にデブリが増えた場合、デブリの衝突により急速なデブリ数の上昇が発生すると報告した。この加速度的増加は高度 930 km から 1100 km のところから始まるとしている[4]。
- 1991年、NASA のドナルド・ケスラーは、高度 900 km から 1,000 km 近傍では、デブリの衝突も含めた新たなデブリの生成速度が既にデブリの自然な消滅速度を超えて不安定領域に突入しているとの計算結果を報告した[2]。
- 1991年、NASA のP.D.アンズメダーとE.ポッター・ジュニアは、ケスラーシンドロームにより、4 世紀以内にほぼ確実に原子炉衛星がデブリによって破壊されると予測した[33]。
- 1994年、NTT電気通信研究所の八坂哲雄は、ケスラーシンドロームによる急速なデブリの増加により、今後 200 年で静止軌道の 100 個の衛星がデブリによって破壊されるという計算結果を示した[20]。
- 1994年、イタリア学術会議のA.ロッシとその共同研究者A.コルデリ、P.ファリネッラ、I.アンセルモが行った計算で、もっともあり得るシナリオとされたのは、21世紀中に 700 km から 1,000 km にかけて、急速なデブリの増加が始まり、それにしばらく遅れて 1,400 km から 1,500 km のデブリの加速度的な増加が始まるというものであった。人工衛星の耐えうる衝突エネルギーが当時の最低でも 10 倍以上無ければ、これを数世紀遅らせることはできないと彼らは主張している[5]。
- 1995年のアメリカ国家科学技術会議の報告書では、近い将来、衝突による爆散がデブリの生成源になること、そして今後のミッションでは軌道物体を最終的に回収するようにしてもデブリの数は減らないという認識が示された[15]。
- 2001年に発表されたケスラーの新しい計算結果は、900 km から 1,000 km にかけて、デブリは今後無限回の衝突を繰り返すというものであった[3]。
- 2006年、NASA のJ.C.リウとN.L.ジョンソンは、2004年12月にロケットの発射を一切やめ、爆散が一切起きず、衛星も一切操作しないとした場合の計算結果を『サイエンス』誌に報告した[19]。この報告によれば、2055年までは 10 cm 以上のデブリの数はほとんど変化しないが、2055年以降急速にデブリの衝突によってデブリの総数が増える。同じ仮定のもとで、今後 200 年間の人工衛星とデブリの衝突回数の平均は 18.2 回。そのうち 60 % は 900 km から 1,000 km の領域で起こり、200 年後この高度での衝突確率は 10 倍になる。
- 2007年1月11日に、中国が人工衛星破壊実験を実施。四川省西昌の衛星発射センター付近から発射した弾道ミサイルにより、高度約 860 km にあった老朽化した中国の気象衛星風雲1号Cが破壊され、大量の宇宙ゴミ（デブリ）が宇宙空間に拡散した。衛星破壊実験としては1985年の米国に続く事例であり、全てのデブリが落下し燃え尽きるまでに前述の米国の事例と同様に 10 年単位の時間を要すると推測される。
- 2008年2月21日に、米国が制御不能に陥った偵察衛星を海軍のイージス艦から発射したSM-3迎撃ミサイルにより、高度約 247 km で撃墜。この時も宇宙ゴミ（デブリ）が拡散したが比較的低い軌道であった為、全てのデブリが落下して燃え尽きるのに最大 40 日程度と発表された[34]。
- 2009年2月11日にイリジウム33とコスモス2251号が衝突した。 これは非意図的な初の人工衛星同士の衝突事故だった。

## 将来のデブリ数を予測している研究グループ
1997年のオービタル・デブリ・クォータリ・ニュースによれば、NASA以外に軌道上のデブリ環境を研究しているグループが 7 つある。
- NASA - ケスラーが中心となって ORDEM[注 5]が、レイノルズが中心になって EVOLVE が、リウが中心となって LEGEND[注 2]が開発されている。
- 欧州宇宙機関 - ドイツのブラウンシュヴァイク工科大学のアイヒラーが中心となって CHAIN が、同じくブラウンシュヴァイク工科大学で MASTER[注 4]が開発されている。
- ロシア - プログラム研究センターのナザレンコが中心となって、オペレーションズ・リサーチの手法を用いた予測を行っている。プログラムの詳細は公開されていないが、ミールのデブリの危険性評価の結果は、そのプログラムの正確さと信頼性を証明している。
- イタリア - イタリア学術会議で SDM/STAT[注 3]が開発されている。
- イギリス - 国防評価研究所のリチャード・クラウザーが中心となって、IDES [注 6]と PLATFORM を開発している。
- 日本 - 八坂哲雄・花田俊也・鳴海智博が中心となって静止軌道（GEODEEM）および低軌道（LEODEEM）の計算を行っている。
- 中国 - 中国国家航天局がデブリの増加予測を行っている。
- インド - Equivalent Breakup Unit と呼ばれる手法を用いて研究を行っている。

## ケスラーシンドロームを扱った作品
- プラネテス (マンガ・アニメ) - 主人公はデブリの除去作業に従事している。また過激派がケスラーシンドロームを引き起こそうとするエピソードもある。
- アップルシード (マンガ・アニメ) - 世界大戦によってケスラーシンドロームが発生。
- ゼロ・グラビティ (映画) - 宇宙飛行士の主人公がデブリとの衝突事故で宇宙に放り出される。
- Devil's Third (コンピュータゲーム) - テロリスト集団がケスラーシンドロームを引き起こした世界が舞台となる。
- エースコンバット7 スカイズ・アンノウン - オーシア連邦とエルジア王国間で勃発した第二次大陸戦争の末期、両陣営がほぼ同時刻に互いの軍事衛星に対し対衛星ミサイル攻撃を行った結果、ケスラーシンドロームにより標的外の衛星まで破壊されてしまい、大陸規模で通信インフラがダウンする。